# وورك آند ستريس (مجلة)
مجلة وورك آند ستريس Work & Stress هي مجلة أكاديمية فصلية تخضع لمراجعة الأقران وتغطي علم نفس الصحة المهنية والصحة والسلامة في مكان العمل. تم نشره من قبل تايلور وفرانسيس بالاشتراك مع الأكاديمية الأوروبية لعلم نفس الصحة المهنية.

## تاريخها ونطاقها
تم إنشاء المجلة في عام 1987 من قبل رئيس التحرير المؤسس توم كوكس (بيركبيك، جامعة لندن). كانت المجلدات الأولى معنية بشكل أساسي بالعمل والتوتر، «المحور المركزي لعلم نفس الصحة المهنية». توسع نطاق المجلة بمرور الوقت لتغطية المزيد من الموضوعات المتعلقة بعلم نفس الصحة المهنية.  في عام 2000 أصبحت المجلة تابعة للأكاديمية الأوروبية لعلم نفس الصحة المهنية.  يشمل نطاق المجلة حاليًا علم نفس الصحة المهنية والصحة والسلامة في مكان العمل.  توون تاريس (جامعة أوترخت) خلف توم كوكس كمحرر في عام 2014.

## الاستخلاص والفهرسة
المجلة مجردة ومفهرسة في:
- المحتويات الحالية (قاعدة بيانات)/Social & Behavioral Sciences
- PASCAL
- الببليوغرافيا الدولية للعلوم الاجتماعية
- PsycINFO
- سكوبس
- Social Sciences Citation Index
- Sociological Abstracts

## أنظر أيضا
- مجلة علم نفس الصحة المهنية
- علوم الصحة المهنية
- الطب المهني
- الإجهاد المهني
- جمعية علم نفس الصحة المهنية
- الأكاديمية الأوروبية لعلم نفس الصحة المهنية